# Disculpa (canción de Ana Torroja)
«Disculpa» es una canción interpretada por la cantante española y exvocalista del grupo Mecano, Ana Torroja, incluida en su primer álbum en directo titulado Conexión. Fue lanzado el 13 de febrero de 2015 en España y México, como el primer sencillo del disco.
Se trata de una uno de los cuatro temas inéditos que, junto a otros grandes éxitos revisitados, forman parte del nuevo trabajo de la española. El sencillo logró gran popularidad en tan poco tiempo por sus fanes en países latinoamericanos como: México y Chile y en menor medida en España.
Su vídeo musical, extraído del DVD del álbum Conexión se estrenó en mayo de 2015 a través de la web oficial de Vevo.

## Antecedentes y grabación
Tras el término de su gira Soy, Ana decide volver a grabar un disco tras cuatro años de no hacerlo, junto a sus problemas legales con el Fisco, en México se empezó el rumor de que Ana Torroja grabaría un álbum en vivo, el regreso a los escenarios se tornó con la idea de hacer un álbum en formato Primera fila, Ana Torroja empezó su trabajo bajo la dirección de Áureo Baqueiro, un conocido productor del medio mexicano, quien al final con OCESA Seitrack grabarían lo que es Conexión. 
«Disculpa» fue grabada en los estudios Churubuscos en la Ciudad de México el 3 de diciembre de 2014. Ana Torroja, quien ha vendido más de 25 millones de discos en el mundo, nos presenta su nuevo sencillo "Disculpa", compuesto por Áureo Baqueiro y Paty Cantú. "Disculpa" es el primer sencillo del CD+DVD en vivo titulado Conexión, que fue producido por Áureo Baqueiro.
- Datos: Q19366225